# Segunda División de Chile 1992
El Campeonato Nacional de Fútbol de Segunda División de 1992 fue el 41° torneo disputado de la segunda categoría del fútbol profesional chileno, con la participación de 16 equipos. El torneo se jugó en dos ruedas con un sistema de todos-contra-todos.
El campeón fue Provincial Osorno, que consiguió el ascenso a Primera División, volviendo a la máxima categoría luego de un año, junto al subcampeón Deportes Iquique, que vuelve luego de 2 años y a Deportes Melipilla, este último a través de la Liguilla de Promoción.

## Movimientos divisionales
| Pos | a Primera División 1992   |
| --- | ------------------------- |
| 1º  | Deportes Temuco (Campeón) |
| 2º  | Huachipato                |

| Pos | desde Tercera División de Chile 1991 |
| --- | ------------------------------------ |
| 1º  | Unión Santa Cruz                     |

| Pos | Descendido desde Primera División de Chile 1991 |
| --- | ----------------------------------------------- |
| 1º  | Santiago Wanderers                              |
| 2º  | Provincial Osorno                               |

| Pos | Descendido a Tercera División de Chile 1992 |
| --- | ------------------------------------------- |
| 1º  | Deportes Lozapenco                          |
| 2º  | Cobreandino                                 |
| 3º  | Deportes Ovalle                             |
| 4º  | Ñublense                                    |
| 5º  | Deportes Linares                            |

## Equipos participantes
| Equipo                | Ciudad                        |
| --------------------- | ----------------------------- |
| Audax Italiano        | La Florida, Santiago de Chile |
| Colchagua             | San Fernando                  |
| Deportes Arica        | Arica                         |
| Deportes Iquique      | Iquique                       |
| Deportes Melipilla    | Melipilla                     |
| Deportes Puerto Montt | Puerto Montt                  |
| Iberia                | Los Ángeles                   |
| Lota Schwager         | Coronel                       |
| Magallanes            | Maipú, Santiago de Chile      |
| Provincial Osorno     | Osorno                        |
| Rangers               | Talca                         |
| Regional Atacama      | Copiapó                       |
| Santiago Wanderers    | Valparaíso                    |
| Unión La Calera       | La Calera                     |
| Unión San Felipe      | San Felipe                    |
| Unión Santa Cruz      | Santa Cruz                    |

## Tabla final
| Pos | Equipo                | PJ | PG | PE | PP | GF | GC | Dif | Pts |
| --- | --------------------- | -- | -- | -- | -- | -- | -- | --- | --- |
| 1   | Provincial Osorno     | 30 | 22 | 4  | 4  | 72 | 36 | 36  | 48  |
| 2   | Deportes Iquique      | 30 | 16 | 6  | 8  | 70 | 44 | 26  | 38  |
| 3   | Deportes Melipilla    | 30 | 14 | 9  | 7  | 37 | 28 | 9   | 37  |
| 4   | Regional Atacama      | 30 | 14 | 5  | 11 | 36 | 29 | 7   | 33  |
| 5   | Deportes Puerto Montt | 30 | 10 | 10 | 10 | 52 | 29 | 23  | 30  |
| 6   | Audax Italiano        | 30 | 11 | 8  | 11 | 36 | 38 | -2  | 30  |
| 7   | Unión La Calera       | 30 | 11 | 7  | 12 | 44 | 52 | -8  | 29  |
| 8   | Magallanes            | 30 | 10 | 9  | 11 | 40 | 50 | -10 | 29  |
| 9   | Unión Santa Cruz      | 30 | 10 | 8  | 12 | 46 | 46 | 0   | 28  |
| 10  | Colchagua             | 30 | 10 | 8  | 12 | 44 | 45 | -1  | 28  |
| 11  | Santiago Wanderers    | 30 | 10 | 8  | 12 | 39 | 52 | -13 | 28  |
| 12  | Deportes Arica        | 30 | 10 | 6  | 14 | 43 | 45 | -2  | 26  |
| 13  | Rangers               | 30 | 7  | 11 | 12 | 43 | 46 | -3  | 25  |
| 14  | Unión San Felipe      | 30 | 10 | 4  | 16 | 45 | 60 | -15 | 24  |
| 15  | Lota Schwager         | 30 | 7  | 10 | 13 | 34 | 50 | -16 | 24  |
| 16  | Iberia                | 30 | 7  | 9  | 14 | 34 | 55 | -21 | 23  |

PJ=Partidos jugados; PG=Partidos ganados; PE=Partidos empatados; PP=Partidos perdidos; GF=Goles a favor; GC=Goles en contra; Dif=Diferencia de gol; Pts=Puntos
|  | Campeón. Asciende a la Primera División 1993. |
|  | Asciende a Primera División.                  |
|  | Clasifica a Liguilla de Promoción.            |
|  | Desciende a la Tercera División 1993.         |

| Bandera de Chile            |
| Campeón Provincial Osorno   |
| Asciende a Primera División |

## Liguilla de Promoción
Los 4 equipos que participaron en esa liguilla, tenían que jugar en una sola sede, en este caso en Viña del Mar y lo disputaron en un formato de todos contra todos en 3 fechas. Los 2 ganadores jugarán en Primera División para el año 1993, mientras que los 2 perdedores jugarán en Segunda División para el mismo año mencionado.
| Pos | Equipo             | PJ | PG | PE | PP | GF | GC | Dif | Pts |
| --- | ------------------ | -- | -- | -- | -- | -- | -- | --- | --- |
| 1   | Everton            | 3  | 3  | 0  | 0  | 8  | 2  | 6   | 6   |
| 2   | Deportes Melipilla | 3  | 1  | 1  | 1  | 4  | 4  | 0   | 3   |
| 3   | Cobresal           | 3  | 0  | 2  | 1  | 2  | 5  | -3  | 2   |
| 4   | Regional Atacama   | 3  | 0  | 1  | 2  | 1  | 4  | -3  | 1   |

PJ=Partidos jugados; PG=Partidos ganados; PE=Partidos empatados; PP=Partidos perdidos; GF=Goles a favor; GC=Goles en contra; Dif=Diferencia de gol; Pts=Puntos
|  | Jugarán en Primera División de Chile 1993 |
|  | Jugarán en Segunda División de Chile 1993 |

Fecha 1
| 26 de diciembre de 1992 | Cobresal         | 1:1 | Deportes Melipilla | Estadio Sausalito, Viña del Mar                               |                                                               |
|                         | Gerardo Villalba |     | Luis Cueto         | Asistencia: 4.912 espectadores Árbitro(s): Juan Pablo Torrens | Asistencia: 4.912 espectadores Árbitro(s): Juan Pablo Torrens |

| 26 de diciembre de 1992 | Everton                         | 2:0 | Regional Atacama | Estadio Sausalito, Viña del Mar                           |                                                           |
|                         | Nelson Enríquez · Juan González |     |                  | Asistencia: 4.912 espectadores Árbitro(s): Jorge Massardo | Asistencia: 4.912 espectadores Árbitro(s): Jorge Massardo |

Fecha 2
| 28 de diciembre de 1992 | Deportes Melipilla | 1:0 | Regional Atacama | Estadio Sausalito, Viña del Mar                           |                                                           |
|                         | Luis Cueto         |     |                  | Asistencia: 3.802 espectadores Árbitro(s): Néstor Mondría | Asistencia: 3.802 espectadores Árbitro(s): Néstor Mondría |

| 28 de diciembre de 1992 | Everton                              | 3:0 | Cobresal | Estadio Sausalito, Viña del Mar                           |                                                           |
|                         | Juan González · Carlos Rojas Espinal |     |          | Asistencia: 3.802 espectadores Árbitro(s): Sergio Vásquez | Asistencia: 3.802 espectadores Árbitro(s): Sergio Vásquez |

Fecha 3
| 30 de diciembre de 1992 | Regional Atacama  | 1:1 | Cobresal         | Estadio Sausalito, Viña del Mar                         |                                                         |
|                         | Alberto Schenfeld |     | Gerardo Villalba | Asistencia: 2.705 espectadores Árbitro(s): Víctor Ojeda | Asistencia: 2.705 espectadores Árbitro(s): Víctor Ojeda |

| 30 de diciembre de 1992 | Everton                                           | 3:2 | Deportes Melipilla          | Estadio Sausalito, Viña del Mar                           |                                                           |
|                         | Nelson Enríquez · Héctor Francino · Juan González |     | Fernando Muñoz · Luis Cueto | Asistencia: 2.705 espectadores Árbitro(s): Segundo Toledo | Asistencia: 2.705 espectadores Árbitro(s): Segundo Toledo |

- Deportes Melipilla ascendió a la Primera División para el año 1993 y Cobresal descendió a la Segunda División para el mismo año mencionado. En tanto, Everton y Regional Atacama mantienen sus puestos en sus respectivas categorías para ese mencionado año.